# Regne de Sardenya
El Regne de Sardenya (en sard Rennu de Sardigna, en llatí Regnum Sardiniae et Corsicae o simplement Regnum Sardiniae) fou un estat que ocupà la totalitat de l'illa de Sardenya, al centre de la mar Mediterrània, entre els anys 1297 i 1847.

Mapa dels 4 jutjats de Sardenya.

Durant tota la seva existència, el regne fou governat, amb biaix colonial, per dinasties estrangeres; successivament, catalana, castellana, austríaca (breument) i, finalment, piemontesa. El sard continuà essent la llengua de la majoria de la població (com l'italià a l'extrem septentrional i el català a l'Alguer), però fou marginat dels usos oficials. Les llengües oficials hi foren, successivament: el català, sota la dinastia catalana; l'espanyol, a partir del segle xvi; i l'italià, des del 1764.
D'ençà 1720, en passar a possessió de la Dinastia Savoia, el Regne de Sardenya fou un dels estats integrants dels Estats de Savoia. Dins aquest Estat compost, el Regne de Sardenya conservà la independència jurídica, juntament amb les lleis i institucions pròpies; però hi tingué un paper força marginal: el centre de poder, tant políticament com socioeconòmicament, era el Piemont. Per als Savoia, el principal interès de Sardenya era que posseir-la legalment els permetia titular-se reis. De fet, l'ús preferent del títol de rei de Sardenya per part dels Savoia determinà que coetàniament es tendí a anomenar Regne de Sardenya tot el conjunt dels Estats de Savoia, impròpiament. Per tal d'evitar l'equívoc, i per a remarcar el protagonisme real del Piemont—i no de Sardenya--, la historiografia sovint designa amb el terme sintètic Piemont-Sardenya els Estats de Savoia d'aquest període engegat el 1720.
El Regne de Sardenya existí com a Estat jurídicament independent fins a la fusió perfecta de 1847, que fongué el conglomerat d'estats dels Savoia en un sol Estat unitari, sota el nom oficial de "Regne de Sardenya", triat perquè era la titulació reial amb què comptaven legalment els Savoia. En la pràctica, això comportà l'extinció del Regne fundat el 1297, amb pèrdua de la independència de Sardenya, annexada de fet al Piemont. L'Estat que existí entre 1847 i 1861 amb el mateix nom de "Regne de Sardenya" no era més que l'ampliació del Piemont a costa de tots els altres Estats de Savoia, i constituiria l'embrió del Regne d'Itàlia unificat.

## Antecedents
Amb la marxa dels romans d'Orient de les terres de Sardenya en la segona meitat del segle ix, els governants locals aconseguiren prendre el poder de l'illa. Aquesta quedà dividida en quatre jutjats: Jutjat d'Arborea, Jutjat de Càller, Jutjat de Gallura i Jutjat de Torres, que responien a les administracions establertes inicialment pels musulmans i posteriorment pels romans d'Orient.

### Influència de Pisa i Gènova
L'ajuda prestada per les Repúbliques Marítimes de Pisa i Gènova va permetre alliberar els sards de nombroses incursions sarraïnes durant els segles X i XI, si bé exerciren un gran control sobre la zona militarment.
Així, al llarg de la costa est de l'illa, des de Cagliaritano fins a Gallura, s'establí una zona de protecció pisana, mentre la zona nord de Porto Torres i la mateixa illa de Còrsega restà sota influència de Gènova.

## Períodes temporals

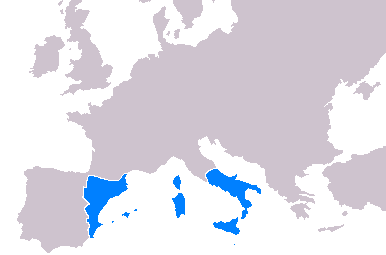
Territoris sota domini de la Corona d'Aragó al Mediterrani.

Des de la seva fundació ha tingut diversos períodes de dominació:
- 1297-1516: Corona d'Aragó, sota el domini del Casal de Barcelona.
- 1516-1700: Monarquia catòlica, sota la Dinastia Habsburg espanyola.
- 1700-1708: Monarquia catòlica, sota Felip V (IV d'Aragó) de la dinastia Borbó, fins a aquell dia francesa i avui espanyola.
- 1708-1720: Imperi Austríac, sota la Dinastia Habsburg austríaca.
- 1720-1847: Casa Savoia, sota la dinastia Savoia.[3]

## Capital del Regne
Des de la fundació, aquest regne tingué dues capitals. Així, entre el 19 de juny del 1324 i el 10 de juny del 1326, la capital fou situada al Fortí de Bonaria, avui en dia situat dins la ciutat de Càller. El 10 de juny del 1326, la capital fou radicada a la mateixa ciutat de Càller, si bé el sobirà sempre tingué la seva cort a ciutats com Barcelona, Saragossa o València. A la ciutat de Càller, el rei estigué representat per un virrei.

## Corona d'Aragó

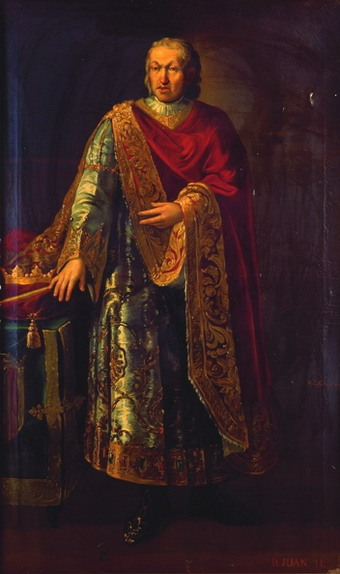
Imatge de Joan el Gran.

El Regnum Sardiniae i Corsicae, en català "Regne de Sardenya i de Còrsega", va ser creat el 1297 pel papa Bonifaci VIII per solucionar els conflictes entre les cases d'Anjou i d'Aragó sobre el Regne de Sicília, conflictes originats a partir de les Vespres Sicilianes. Així fou un regne de compensació, assignat a Jaume II d'Aragó.
Sardenya, no obstant això, continuava sotmesa a grans senyors que duien el títol de Judex (jutge). L'illa era dividida en quatre jutjats sota la influència de les ciutats de Pisa i Gènova. El 1323, Jaume II va formar una aliança amb el jutge d'Arborea, d'origen català; va controlar els jutjats de Càller i de Gallura, i eliminà de l'illa els pisans.
El control reial no fou definitiu fins a principis del segle xv, quan Martí el Jove, rei de Sicília i procurador de Sardenya per al rei d'Aragó Martí l'Humà, va eliminar els darrers jutges d'Arborea. L'illa fou governada a partir d'aquell moment en nom del rei per un virrei.

## Monarquia catòlica
Amb el casament entre Ferran II d'Aragó i Isabel de Castella realitzat el 1469 i la posterior signatura de la Concòrdia de Segòvia, realitzada l'any 1475, s'establiren els primers passos per a la unió dinàstica entre la Corona d'Aragó i la Corona de Castella sota un mateix rei, i passaren així mateix, a aquests, tots els dominis d'ambdós monarques.
Còrsega no va ser mai realment conquerida i els reis d'Aragó van deixar de fer-ne servir el títol a partir del 19 de gener del 1479, moment en el qual el Consell Superior d'Aragó decidí retirar del nom oficial del regne l'esment de Corsicae.

### Frontera amb l'islam

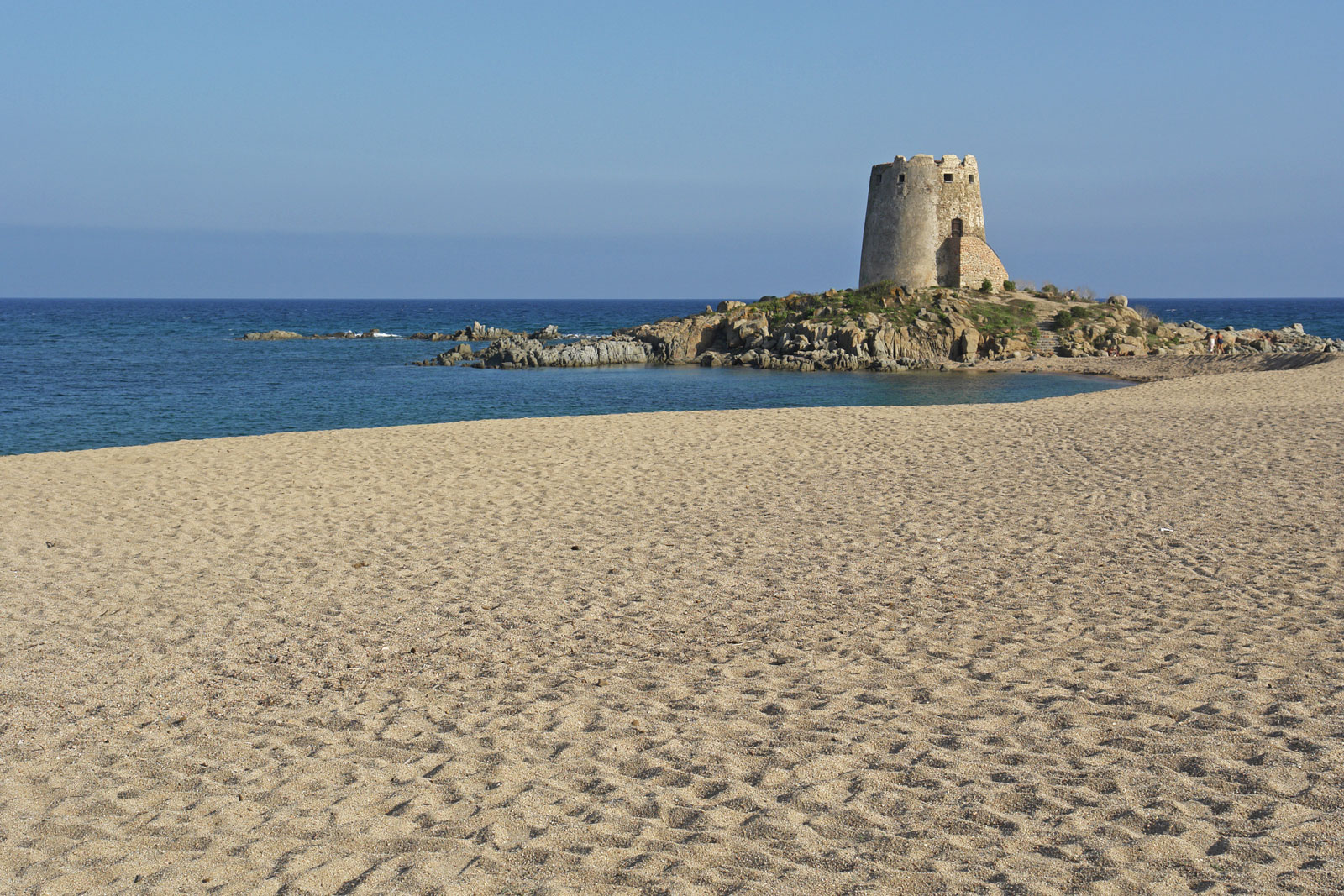
Torre de Bari, a l'illa de Sardenya.

Amb la victòria del Terç de Sardenya, encapçalat per Joan d'Àustria, en la batalla de Lepant del 1571 contra Ali Pasha, i amb la presa temporal de Tunis el 1573, el Regne de Sardenya es convertí en el punt principal contra l'expansió de l'Imperi Otomà pel mar Mediterrani. A partir d'aquell moment, tota l'illa es fortificà per prevenir qualsevol atac otomà, i en destacaren els fortins de l'Alguer o Castelsardo.

### Intent d'invasió francesa (1637)
Amb l'inici de la Guerra dels Trenta Anys al Regne de Bohèmia el 1618, entre catòlics i protestants, el Cardenal Richelieu posà la vista en les possessions dels Habsburg d'Espanya i Àustria.
Durant aquest conflicte, envià una flota de quaranta vaixells sota la direcció d'Henri Harcourt de Lorena, el 21 de febrer del 1637, per envair Oristany, i saquejà la ciutat durant una setmana. Davant l'arribada de les milícies sicilianes i aragoneses, els francesos van abandonar precipitadament la ciutat, oblidant els seus estendards, que avui en dia encara es conserven a la catedral.

## Imperi Austríac
El Regne de Sardenya restà dependent de la Corona d'Espanya en la Guerra de Successió espanyola, acabada el 1714. Tot i això, l'illa fou ocupada pels Habsburgs de Viena, que ocupaven la Corona espanyola i estaven enfrontats a Felip d'Anjou.
El 1714, passà a ser una possessió formal, reconeguda pel Tractat d'Utrecht, de l'Imperi Austríac, i Carles III en feu efectiva la possessió, tot i que hagué de renunciar a tota reivindicació del tron espanyol.

## Dins els Estats de Savoia
L'any 1720, l'emperador bescanvià Sardenya pel Regne de Sicília. D'aquesta manera s'instaurà al Regne de Sardenya la dinastia Savoia. Sardenya passà a ésser un dels estats membres del conglomerat d'estats dels Savoia, en el marc del qual l'illa, tot i aportar el títol reial a la nova dinastia, tingué un paper força marginal, atès que l'element predominant era el Piemont.
Després del propòsit manifestat per la Convenció Nacional d'exportar la Revolució Francesa, del guillotinament de Lluís XVI el 21 de gener del 1793 i de l'obertura francesa del riu Escalda, es va formar la Primera Coalició contra França, quan de fet ja s'havien iniciat les Guerres de la Revolució Francesa. Després de les victòries en la batalla de Millesimo i la Segona batalla de Dego va llançar una invasió total del Piemont i va obtenir una nova victòria en la batalla de Mondovì i el Regne de Sardenya-Piemont es va veure obligat a acceptar l'armistici de Cherasco el 28 d'abril, sortint de la guerra i de la Primera Coalició. Els Savoia s'instal·laren efectivament a l'illa, en haver-se emparat França de tots llurs territoris continentals; però amb l'enfonsament de Napoleó Sardenya tornà a la marginalitat tradicional.
El Regne de Sardenya s'extingí el 1847, en ésser fusionat als altres Estats dels Savoia (fusió perfecta) en un nou Estat unitari que duia el mateix nom oficial de Regne de Sardenya, però dins el qual l'illa no era més que una província marginal i desatesa.